# 黃肩亞馬遜鸚鵡
黃肩亞馬遜鸚鵡（Amazona barbadensis），又名黃肩鸚鵡或黃肩亞馬遜鸚哥，是一種鸚鵡。牠們分佈在委內瑞拉北部的乾旱地區、瑪格麗塔島、布蘭基亞島及博奈爾島。牠們已從阿魯巴及庫拉索滅絕。

## 特徵
黃肩亞馬遜鸚鵡主要呈綠色，長約33厘米。牠們的前額及眼端白色，冠、眼部、耳底及下巴都是黃色的。眼睛周圍白色。大腿及雙肩黃色，但較難察覺。喉嚨、兩頰及腹部都帶點藍色。飛羽端深藍色，眼狀斑紅色。喙呈灰色。

## 行為

### 食性
黃肩亞馬遜鸚鵡主要吃果實、種子及仙人掌的花朵。

### 繁殖
黃肩亞馬遜鸚鵡會在樹穴築巢，每次生3-4顆蛋。在非繁殖期間，牠們是高度獨居的，但在繁殖時會組成達100隻的群落。

## 保育狀況
現時在野外約有2500-10000隻黃肩亞馬遜鸚鵡。由於持續失去棲息地，牠們本身的數量較少及分佈地有限，再加上捕獵等威脅，世界自然保護聯盟將牠們列為易危。牠們亦受到《瀕危野生動植物種國際貿易公約》附錄一及二的保護。

## 外部連結
- Avian Web
- Parrotwatch